# السيدة أوليفيا سبارو
السيدة أوليفيا سبارو (الاسم قبل الزواج أتشيسون) (1776-1863) مالكة أرض أنجلو-أيرلندية، ومحسنة، ترملت في عام 1805. إنجيلية بارزة، منتمية إلى 29 جمعية تعمل في قضايا ذات صلة، وصديقة لكل من هانا مور وويليام ويلبرفورس. توسطت في الزواج بين آرثر ويلزلي وكيتي باكينهام، دوق ودوقة ويلينغتون في المستقبل.

## مقيمة في برامبتون، هنتينغدونشير
زار ويليام ويلبرفورس وابنه الضال ويليام ويلبرفورس الأصغر السيدة أوليفيا في حديقة برامبتون، هنتينغدونشير، نحو عام 1819/1820. تدخلت في وقت الانتخابات العامة 1820 فدعمت مرشح حزب المحافظين الثاني لمقعد هنتينغدونشير فرانسيس هنري ويليام نيدهام، الابن الثاني لفرانسيس نيدهام، إيرل كيلموري الأول، وكذلك فعل اللورد فريدريك مونتغيو. لم يرحب وليام هنري فيلوز بالاقتراح، وهو المحافظ الجالس في مقعد لعضوين، وشاركه مع اللورد جون راسل، وشعر أن ابن أخ مونتغيو اللورد ماندفيل سيحل محله قريبًا.
جمعت تسوية زواج ابنتها، التي فكرت فيها بعناية في عام 1822 عندما تزوجت من اللورد ماندفيل، ممتلكات عائلة سبارو في هنتينغدونشير والإيجارات الكبيرة في تاندرغي، مقاطعة أرما مع ملكية مونتغيو في كيمبلتون، ثم أيضًا في هنتينغدونشير. أقام الزوجان في حديقة برامبتون وكيمبلتون.
في عام 1825، استخدمت السيدة أوليفيا المهندس المعماري جون بوناروتي بابوورث لتحسين المنزل في حديقة برامبتون. في عام 1831 سُجلت على أنها راعية لأبرشيات هنتينغدونشير الثلاثة همينغفرد أباس (همينغفرد أبتس)، وغرافهام وليتل ستوكلي. زار جوزيف جون جورني حديقة برامبتون عام 1826 ورأى سيزار مالان من جنيف هناك.
كانت آراء ماندفيل الدينية مشابهة لآراء السيدة أوليفيا. حضر مؤتمرات ألبوري، وألقى محاضرة مشهورة هناك في عام 1829. شهد عام 1831 تأسيس الكنيسة الرسولية الكاثوليكية (إيرفينغ) من قبل إدوارد إيرفينغ وماري كامبل. تزوجت من ويليام آر. كيرد، وجاءت إلى حديقة برامبتون، وزارت أيضًا حديقة ألبوري المملوكة لهنري دروموند. في الرواية التي قدمها جون هنري بلانت، كان كيرد كاتبًا للمحاماة، ووظفته السيدة أوليفيا مبشرًا علمانيًا. 
في عام 1832، دفعت كل من السيدة أوليفيا ولويزا مونتغيو، كونتيسة سندويتش، 300 جنيه إسترليني لدعم مرشح حزب المحافظين الذي يمكنه هزيمة جون بونفوي روبر على مقعد هنتينغدونشير. وظفت ماثيو هابرشون لبناء أكواخ نصف خشبية في برامبتون، نحو عام 1837.

## مدارس
استخدمت السيدة أوليفيا أيضًا جون بوناروتي بابوورث للعمل في مدارس في برامبتون، منطقة هنتينغدونشير. حملت المدارس أحيانًا الأحرف الأولى أو بي إس، لأوليفيا برنارد سبارو، نسخة الاسم المركب لاسمها بعد الزواج. في عام 1835، وظفت ريدلي هايم هيرشل للإشراف على مدارسها، بدءًا من مدرسة في لي، إسكس. انتقلت إلى برامبتون في منتصف عام 1836، وفي فندق غرانغ، أسست السيدة أوليفيا مدرسة للفتيات، وأصبح المبنى لاحقًا برامبتون غرانغ. بعد ذلك، لتجنب الحمى، اتخذ هيرشل موقعًا في كنيسة صغيرة في لوثبيري.
في لي، واجهت السيدة أوليفيا معارضة لمدارسها، عن طريق روبرت إيدن، الذي كان رئيس الجامعة هناك منذ 1837 وحتى 1852، وهو رجل الكنيسة العليا المهتم بالتعليم الأساسي. أعطى تشارلز بلومفيلد، أسقف لندن، إيدن دور مفتش المدارس في إسكس، والتي تدرب عليها بمرافقة إدوارد فيلد. سحبت مدارسها من رعايته الدينية، ونشر عام 1847 كتاب دفاع رجل دين عن مدارسه. أيد ويليام روبرتس موقفها في رسالة إلى صحيفة ذا ريكورد، معتبرًا أنه مبرر بالتهديد الذي تشكله حركة أوكسفورد. كشفت صحيفة ذا ريكورد في عام 1847 عمل حركة أكسفورد في كلية مارلبورو، التي تأسست عام 1843. وبخ إيدن لمحاولته استبدال مدارس السيدة أوليفيا سبارو بمدارسه الخاصة.